# Bahnhof Jossa
Der Bahnhof Jossa ist neben dem Bahnhof Sterbfritz eine von zwei sich in Betrieb befindlichen Bahnstationen in der osthessischen Gemeinde Sinntal im Main-Kinzig-Kreis. Der Bahnhof liegt an der als „Fulda-Main-Bahn“ bezeichneten Bahnstrecke Flieden–Gemünden. Er verfügt über drei Bahnsteiggleise sowie mehrere Abstellgleise. Der Bahnhof liegt im Verbundgebiet des Rhein-Main-Verkehrsverbundes (RMV). Von 1891 bis 2005 hatte die über Altengronau ins bayerische Bad Brückenau und nach Wildflecken führende Bahnstrecke Jossa–Wildflecken hier ihren Ausgangspunkt.

## Lage
Der Bahnhof Jossa liegt 1 km vom namensgebenden Ortsteil der Gemeinde Sinntal an der Landesstraße 2304. Vom Bahnhof in den Ort gibt es keinerlei Fußwege. Als Fußgänger muss man entlang der Landesstraße, die nur zum Teil einen minimalen Seitenstreifen als Fußgängerweg aufweist, bis nach Jossa laufen oder mit einem der am Bahnhof verkehrenden Bussen in den Ort hineinfahren.

## Geschichte

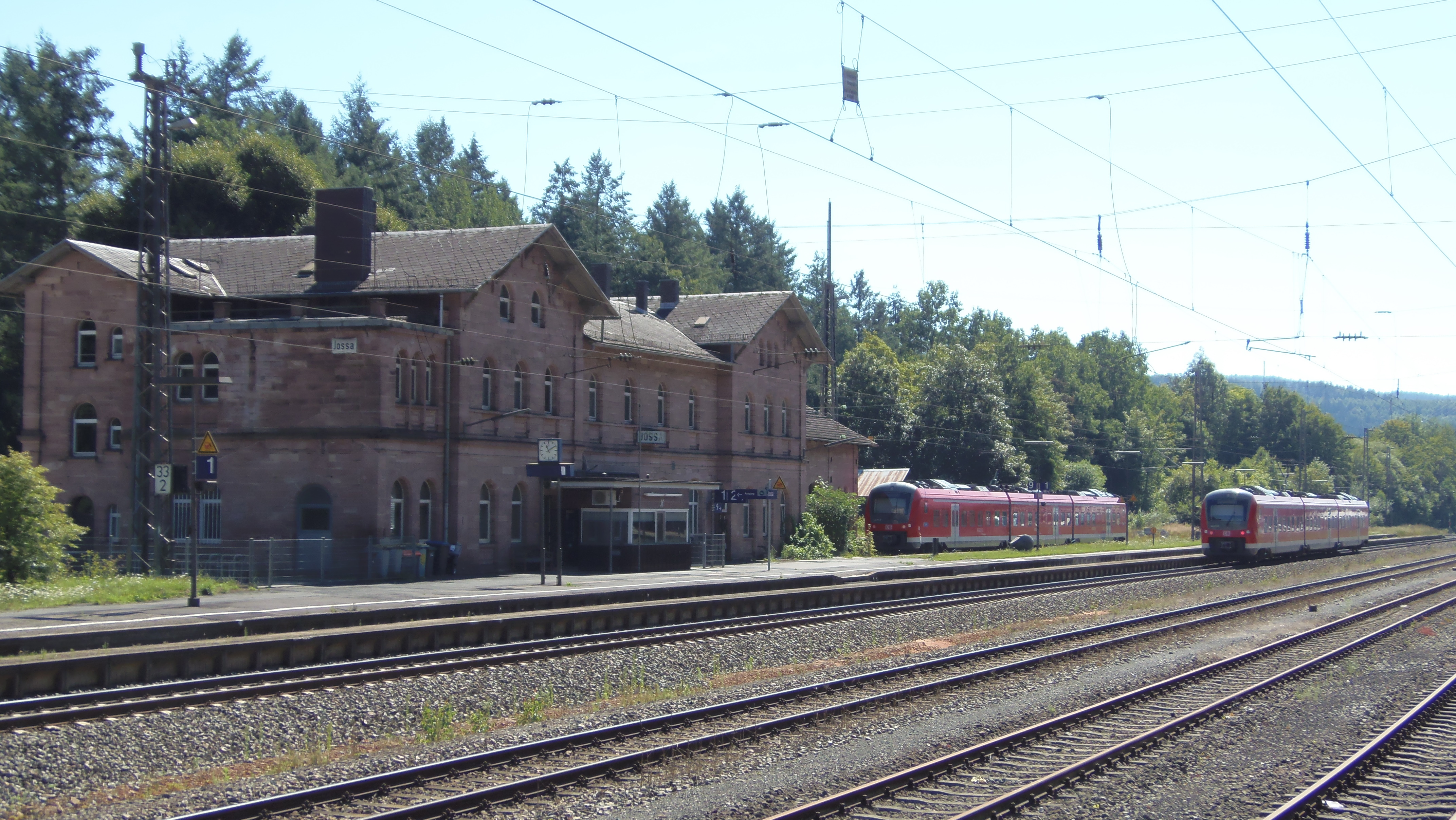
Regionalzüge in Jossa

Der Bahnhof Jossa wurde im Jahr 1873, als die Bahnstrecke von Gemünden im Bahnhof Elm an die Hessische Kinzigtalbahn angeschlossen wurde, eröffnet.
Im Jahr 1891 wurde die in Jossa abzweigende Sinntalbahn – zunächst zwischen Jossa und Bad Brückenau – eröffnet. Die Verlängerung nach Wildflecken erfolgte am 17. Dezember 1908. Am 27. Mai 1988 wurde der Personenverkehr und am 4. Februar 2002 der Güterverkehr auf dieser Strecke eingestellt. Die endgültige Stilllegung der Gesamtstrecke durch das Eisenbahn-Bundesamt folgte zum 31. März 2005.
Im Oktober 2020 wurde eine Oberbauerneuerung ausgeschrieben.

## Betrieb

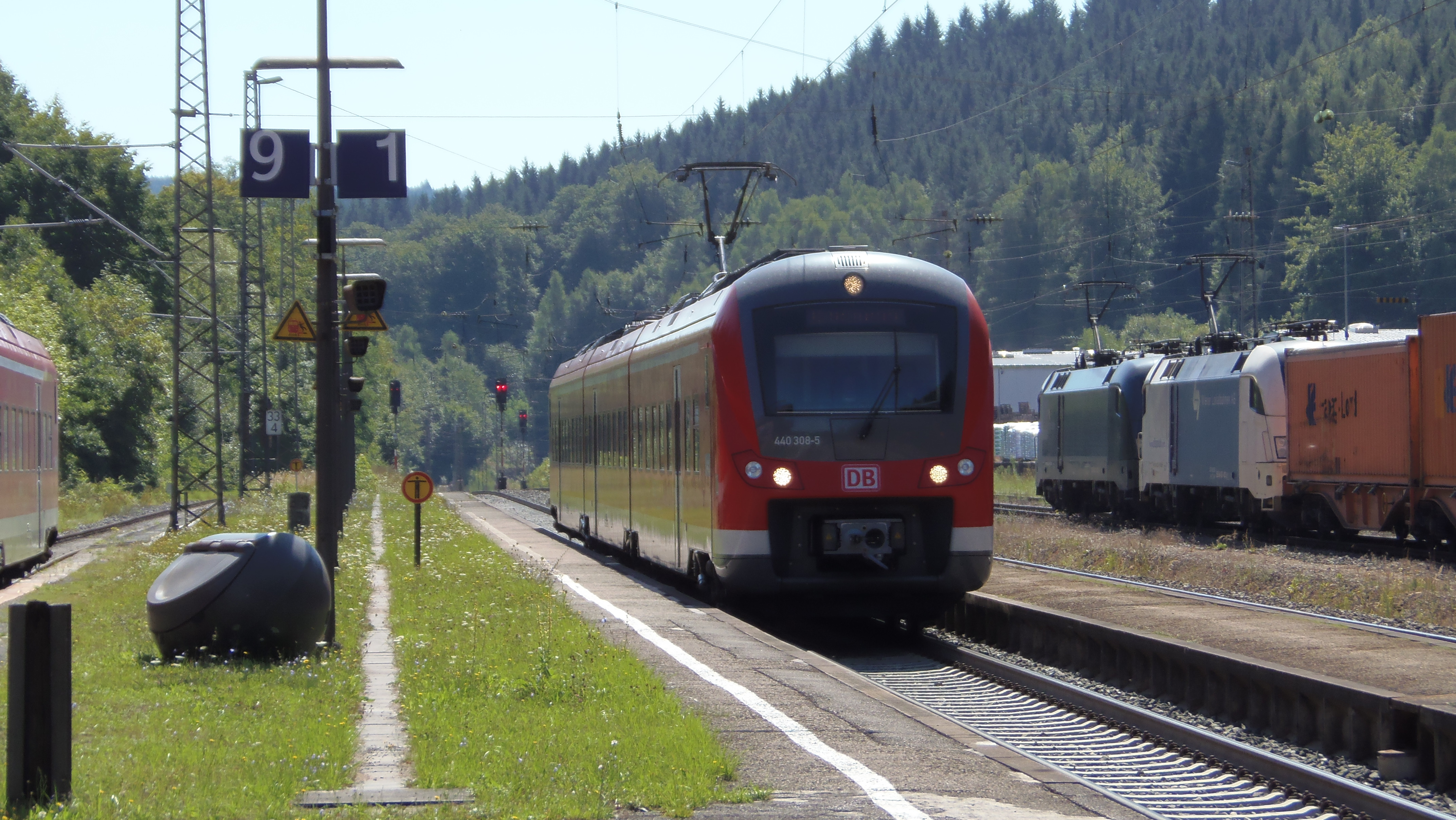
Bahnsteiganlagen mit Regionalzügen in Jossa

Die Züge der Mainfrankenbahn verkehren durchschnittlich alle zwei Stunden zwischen Schlüchtern und Würzburg Hbf (teilweise weiter nach Schweinfurt Stadt oder Bamberg). Einen durchgehenden Takt gibt es nicht. Dazwischen verkehren Züge der Relation Jossa–Gemünden (Main) und darüber hinaus.
Im RMV und im VGN werden die Züge als RB 53 bezeichnet. Die Vertragslaufzeit für den Betreiber im E-Netz Mainfranken geht vom Dezember 2021 bis Dezember 2027.

## Tarife
Jossa liegt im Verbundgebiet des Rhein-Main-Verkehrsverbundes (RMV). In Richtung Bayern gelten ausschließlich die Tarife der Deutschen Bahn, da es auf der Bahnstrecke Schlüchtern–Gemünden keine Übergangstarifgebiete zwischen RMV und NVM gibt. Die Tarife des Verkehrsverbunds Nahverkehr Mainfranken (NVM) gelten erst ab dem nächsten Bahnhof, Obersinn.

## Fahrzeuge
Bei der von DB Regio als „Mainfrankenbahn“ betriebenen Regionalbahnlinie 53 kommen Triebzüge der DB-Baureihe 440 vom Typ Alstom Coradia Continental zum Einsatz.

## Verkehr
| Linie | Verlauf | Takt                                                                      | Betreiber       | Fahrzeugmaterial                  |
| ----- | --- | ------------------------------------------------------------------------- | --------------- | --------------------------------- |
| RB 53 | Mainfrankenbahn: Schlüchtern – Sterbfritz – Jossa – Obersinn – Mittelsinn – Burgsinn – Rieneck – Gemünden (Main) – Wernfeld – Karlstadt (Main) – Himmelstadt – Retzbach-Zellingen – Thüngersheim – Veitshöchheim – Würzburg-Zell – Würzburg Hbf – Rottendorf – Seligenstadt (b Würzburg) – Bergtheim – Eßleben – Waigolshausen – Schweinfurt Hbf – Schweinfurt Mitte – Schweinfurt Stadt – Schonungen – Haßfurt – Zeil – Ebelsbach-Eltmann – Oberhaid – Bamberg Stand: Fahrplanwechsel Dezember 2021 | 60 min 120 min (Schlüchtern–Jossa) 21/39 min (Karlstadt–Würzburg zur HVZ) | DB Regio Bayern | DB 440 Alstom Coradia Continental |

## Modellbahnzentrum Sinntal
Seit 2000 organisiert das „Modellbahnzentrum Sinntal“ regelmäßig Modellbahnausstellungen mit selbst gebauten Modellbahnen. Nach zwei Jahren Pause wegen der Pandemie fand die Ausstellung im Jahr 2022 in der Turnhalle Jossa statt.  Im Jahr 2024 wird die Ausstellung wieder im Originalort, Bahnhof Jossa, organisiert.